# Cycle de l'Empire
Le Cycle de l'Empire (titre original : Galactic Empire) est un ensemble de romans de science-fiction d'Isaac Asimov, décrivant la constitution de l'empire galactique qui a pour capitale la planète Trantor. Il fait suite au Cycle des robots et précède le Cycle de Fondation.
Il est composé des trois romans suivants (classés selon l'évolution chronologique de l'intrigue) :
1. Tyrann ou Poussière d'étoiles, 1973 ((en) The Stars Like Dust, 1951)
2. Les Courants de l'espace, 1967 ((en) The Currents of Space, 1952)
3. Cailloux dans le ciel, 1953 ((en) Pebble in the Sky, 1950)

Chronologie globale de l'univers fictif d'Isaac Asimov (dates apr. J.-C.)
Chronologie du Cycle de Fondation (dates de l'Ère Galactique)

## Les romans
- Tyrann

L'Empire galactique déclinant, les despotes de la planète Tyrann contrôlent de nombreux mondes, dont la Terre. Biron Farril, le fils d'un de leurs principaux opposants qu'ils ont assassiné, échappe de peu à un attentat et réussit à quitter la Terre. Il y est aidé par son vieux maître Sander Jonti et, en compagnie de la jolie Artémisia, gagne alors Lingane, une planète où s'organise la résistance contre Tyrann...
- Les Courants de l'espace

Ce roman décrit Florina, colonie de Sark, et unique planète productrice de « kirt », une fameuse et rare fibre végétale (dont les Grands Écuyers traitent les Floriniens en esclaves) 
Tout commence par Rik, un amnésique (confié à Lona, une petite paysanne) qui déclare que Florina risque la destruction... On apprend plus tard qu'il a perdu sa mémoire à cause d'une psychosonde, ce qui fait que quelqu'un d'important a sans doute empêché à ce qu'il se rappelle, donc révèle cette information capitale. Au détriment de Florina, on observera la montée de Trantor, au niveau galactique (qui absorbera 20 millions de mondes).
- Cailloux dans le ciel

Sur Terre, Joseph Schwartz, tailleur retraité habitant Chicago, est transporté dans un futur très lointain à la suite d'un incident dans un laboratoire. Dans ce futur,  il devient cobaye d'un « amplificateur synaptique », dans lequel il développe sa langue et des capacités extra-sensorielles.
On apprend que la Terre est radioactive et que les terriens restants sont considérés comme des parias de la galaxie et de l'Empire, car vu comme des sous-hommes par cause de racisme et vu comme des extrémistes (patriotes, rattachés à leur planète), vivants dans une province rebelle de l'Empire. De plus, la loi de la sexagésimale sévit : à de rares exceptions, les "vieux" de 60 ans sont euthanasiés.
Bel Arvardan, un jeune archéologue de l'Empire qui rencontre par hasard Joseph Schwartz, enquête sur une hypothèse selon laquelle la Terre serait le berceau de l'humanité. Ils réussissent à déjouer un complot d'un groupe extrémiste terrien, qui menace d'exterminer la population de l'Empire au moyen d'un virus auquel seuls les Terriens sont résistants. Le livre se termine sur une note d'espoir : l'Empire comprend ses erreurs, la Terre sera aidée.